# SENTIMENTALovers
SENTIMENTALovers（中譯：情深意堅）是日本男歌手平井堅的第六張原創專輯，日本地區於2004年11月24日發行。發行首周空降Oricon日本公信榜冠軍，登場回數52周，總銷量超過160萬張，獲得日本唱片協會百萬唱片認證。

## 解説
- 距離上一張原創專輯『LIFE is...』約一年十個月的第六張原創專輯。
- 収録了上一張原創專輯『LIFE is...』後發行的所有單曲「style」、「瞳をとじて」、「キミはともだち」、「思いがかさなるその前に・・・」，以及兩首c/w曲「signal」、「jealousy」。
- 平井堅第三張百萬專輯，收錄的單曲總銷量為所有專輯最多。
- 本專輯所有作詞皆由平井堅擔當。

## 單曲銷量
- style：ORICON最高第12名。銷量約4.4萬張
- 輕閉雙眼：ORICON最高第2名。銷量約89.3萬張
- 朋友：ORICON最高第5名。銷量約16.1萬張
- 在思緒重疊之前…：ORICON最高第1名。銷量約27.2萬張

## 収録曲
1. 思いがかさなるその前に・・・
  - 作詞・作曲：平井堅／編曲：亀田誠治
  - 22nd單曲。TOYOTA「COROLLA FIELDER」電視廣告曲※本人出演
  - 富士電視台連續劇「積木崩塌的真相」主題歌
2. jealousy
  - 作詞：平井堅／作曲：YOSHIKA／編曲：OCTOPUSSY
  - 21st單曲「キミはともだち」c/w曲。
3. 言わない関係
  - 作詞・作曲：平井堅／編曲：中西康晴
4. 君が僕に憑依した!!
  - 作詞・作曲：平井堅／編曲：AKIRA
5. 瞳をとじて
  - 作詞・作曲：平井堅／編曲：亀田誠治
  - 20th單曲。電影「世界の中心で、愛をさけぶ」主題歌
6. 青春デイズ
  - 作詞・作曲：平井堅／編曲：田中直
7. style
  - 作詞：平井堅／作曲：南ヤスヒロ／編曲：OCTOPUSSY
  - 19th單曲。
8. signal
  - 作詞・作曲：平井堅／編曲：FILUR
  - 19th單曲「style」c/w曲。
9. 鍵穴
  - 作詞・作曲：平井堅／編曲：URU
10. nostalgia
  - 作詞：平井堅／作曲：大沢伸一
11. キミはともだち
  - 作詞・作曲：平井堅／編曲：松浦晃久
  - 21st單曲。富士電視台連續劇「ワンダフルライフ」主題歌
12. センチメンタル
  - 作詞・作曲：平井堅／編曲：塩谷哲
  - 日本電視台「第25屆洲際盃足球賽 總決賽」中継主題曲